# Трейвиш, Андрей Ильич
Андрей Ильич Трейвиш (род. 18 июня 1950, Москва) — российский географ-страновед, автор серии работ по проблемам регионального развития, урбанизации, социально-экономической динамике территорий разного масштаба. Главный научный сотрудник Института географии РАН, вице-президент и председатель Московского регионального отделения Ассоциации российских географов-обществоведов. Доктор географических наук, профессор.

## Биография
Родился в Москве, в 1972 году окончил кафедру экономической географии зарубежных социалистических стран географического факультета МГУ. Работал в комплексной восточной экспедиции факультета (1972—1977).
С 1978 года — в отделе социально-экономической географии Института географии Академии наук, главный научный сотрудник.
В 2001—2016 гг. — ведущий научный сотрудник Географического факультета МГУ.
С 2010 г. — председатель Московского регионального отделения Ассоциации российских географов-обществоведов. В 2021 году избран вице-президентом Ассоциации российских географов-обществоведов, курирующим экспертную деятельность организации.
С 2016 г. — профессор кафедры социально-экономической географии зарубежных стран МГУ.
Доктор географических наук (2006), тема диссертации — «Географическая полимасштабность развития России: Город, район, страна и мир».

## Вклад в науку
Автор серии статей и монографий, посвященных социально-экономической динамике развития России, её экономики, городов и регионов в сравнении с другими странами. В работах Андрея Трейвиша большое внимание уделяется тенденциям постсоветского периода, трансформации социально-экономической географии России в эти годы, процессам модернизации, отражению в России общемировых тенденций разного временного масштаба.
Совместно с Т. Г. Нефёдовой рассмотрел стадиальную динамику российской урбанизации, автор серии статей об особенностях субурбанизации в России, её сезонном, дачном характере.

## Основные работы
- Грицай О. В., Иоффе Г. В., Трейвиш А. И. Центр и периферия в региональном развитии. — М.: Наука, 1991.
- Нефёдова Т. Г., Полян П. М., Трейвиш А. И. Город и деревня в Европейской России: сто лет перемен. — М.: ОГИ, 2001.
- Махрова А. Г., Нефёдова Т. Г., Трейвиш А. И. Московская область сегодня и завтра: тенденции и перспективы пространственного развития. — М.: Новый хронограф, 2008.
- Трейвиш А. И. Город, район, страна и мир. — М.: Новый хронограф, 2009.